# Леонов, Александр Николаевич (боксёр)
Алекса́ндр Никола́евич Лео́нов (17 июля 1978, Москва) — российский боксёр полусредней весовой категории, выступал за сборную России в конце 1990-х — середине 2000-х годов. Чемпион Европы, чемпион национального первенства, участник летних Олимпийских игр в Сиднее, призёр многих международных турниров и матчевых встреч. На соревнованиях представлял спортивное общество «Динамо», заслуженный мастер спорта.

## Биография
Александр Леонов родился 17 июля 1978 года в Москве. Активно заниматься боксом начал в семилетнем возрасте, проходил подготовку под руководством тренера А. Курбатова в спортивном обществе «Динамо». На международной арене дебютировал в возрасте пятнадцати лет, когда выиграл кадетский чемпионат мира в итальянском Салерно. В 1995 году побывал на юниорском чемпионате Европы в Венгрии, ещё через год боксировал на молодёжном чемпионате мира в кубинской столице Гаване, хотя пробиться в число призёров тоже не смог. В следующем сезоне получил серебро на Кубке России, одержал победу на чемпионате мира среди военнослужащих в Сан-Антонио.
Начиная с 1998 года Леонов вошёл в основной состав национальной сборной и начал работать с такими известными специалистами как Олег Меньшиков и Николай Хромов. В дебютном сезоне завоевал бронзовую медаль на Играх доброй воли в Нью-Йорке. В 1999 году стал обладателем Кубка России, а год спустя выиграл золото на чемпионате Европы в Тампере — за это достижение получил почётное звание «Заслуженный мастер спорта России». Благодаря череде удачных выступлений удостоился права защищать честь страны на летних Олимпийских играх в Сиднее, где впоследствии сумел дойти до стадии четвертьфиналов полусредней весовой категории, проиграв со счётом 12:17 американцу Рикардо Уильямсу.
В 2001 году Леонов одержал победу на чемпионате России в Саратове, на международном турнире «Золотой ринг» в Подольске и поучаствовал в зачёте первенства мира в Белфасте — боролся здесь за медали но немного не дотянул до призовых позиций, в четвертьфинале 19:20 уступил болгарину Димитру Штилянову, которого ранее уже побеждал на чемпионате Европы. Далее в его карьере наступил некоторый спад, он долго не мог пробиться в основной состав сборной и долгое время вынужден был участвовать в турнирах второстепенного значения, например, в 2003 году боксировал на мемориальном турнире Феликса Штамма в Польше, но уехал оттуда без медали, проиграл на стадии четвертьфиналов. В 2005 году предпринял попытку вернуться в элиту мирового бокса, на чемпионате России в Магнитогорске уверенно дошёл до финала, однако в решающем матче со счётом 13:33 потерпел поражение от Геннадия Ковалёва. Вскоре после этих соревнований принял решение завершить карьеру профессионального спортсмена, уступив место в сборной молодым российским боксёрам.
Ныне Александр Леонов проживает в Москве. Окончил Челябинский государственный институт физической культуры. Увлекается рыбалкой.